# 543 v.Chr.
Het jaar 543 v.Chr. is een jaartal volgens de christelijke jaartelling.

## Gebeurtenissen

### India
- De Indische prins Vijaya valt Ceylon binnen en sticht een Sinhalese dynastie.

### Griekenland
- Pisistratus, tiran van Athene plundert en verwoest Delos.

## Overleden
- Gautama, de Boeddha (traditionele datum)